# アレッシオ・ダ・クルス
アレッシオ・ダ・クルス（Alessio Da Cruz、1997年1月18日 - ）は、オランダ・アルメレ出身のサッカー選手。フェラルピサロ所属。ポジションはFW。

## クラブ経歴
ダ・クルスが10歳のとき地元のBASというクラブでプレーしていたが、そこでアヤックスにスカウトされ、2010年まで在籍し、その後はアルメレ・シティFC、FCトゥウェンテとクラブを移った。2015年8月15日、エールディヴィジADOデン・ハーグ戦でリーグデビューを果たした。2016-17シーズンはFCドルトレヒトのレンタルされた。2017年7月、トゥウェンテを退団してイタリアのノヴァーラ・カルチョに移籍した。ノヴァーラでは在籍半年で19試合5得点を記録した。
2018年1月、アーセナルFCなどから関心が寄せられたが、セリエBのパルマ・カルチョに移籍した。また、これによりダ・クルスはパルマ史上初のオランダ人となった。
2019年1月11日、スペツィア・カルチョに2018-19シーズン終了までレンタルされた。
2019年8月1日、アスコリ・カルチョFCに買い取りオプション付きでレンタルされた。
2020年1月29日、2019-20シーズン終了までシェフィールド・ウェンズデイFCにレンタルされた。
2020年10月3日、フランクフルトに移籍したアイディン・フルスティッチの代役としてFCフローニンゲンに1シーズンのレンタル移籍した。
2021年8月4日、サントス・ラグナに買取オプション付きのレンタルで移籍した。
2022年1月10日、LRヴィチェンツァにレンタルで移籍した。
2022年7月12日、KVメヘレンに移籍した。